# Слави Чаушев
Слави Петров Чаушев е български учител, философ, преводач. Доктор на философските науки.

## Биография
Роден е в Силистра през 1885 г. Завършва гимназия в родния си град и „Философия и педагогика“ във Виенския университет.
Бил е гимназиален учител в градовете Силистра, Варна, Бургас и София. Заемал е длъжността секретар на Държавния университет (сега известен с името Софийски университет „Св. Климент Охридски“), преподавател в Софийската търговска гимназия.
Той пренася на българска почва различни версии на водещите нормативни етически и философски теории, главно от Германия, където са завършили най-видните автори, пишещи по проблемите на етиката. Може би най-силно е влиянието на различни версии на кантианството и неокантианството.
Популярни негови творби са: „Дидактично-логичните основи на обучението по новите езици (Die didaktischen und die logishen Grundlagen des neusprachlichen Unterrichts)“ (издадено от печатница „Българска наука“, 1945), „Der Kausalbegriff bei Kant und Schopenhauer“ и „История на учебното дело в Силистра преди Освобождението“, както и много други. Превел е множество трудове на Хегел и други философи, от които се отличава Георг Кершенщайнер – „Душата на учителя“.
По-интересни негови публикации са: Реформени стремежи в областта на възпитанието; Задачи и проблеми от методиката на новите езици; Образователни елементи на географското обучение; Културознанието и неговото място в обучението по новите езици и много други. Заслужават внимание и разработките му върху философските и педагогически идеи на Кант, Песталоци, Хърбърт, Кершенщайнер, Гьоте, Хегел и други – главно в сп. „Училищен преглед“.
Обръща внимание и на българското творчество, както можем да се убедим от публикуваното в „Сборник по случай сто години от рождението на Христо Ботев“ (издателство БАН 1949). Там д-р Чаушев изследва революционно-политическата дейност, идеологията и литературното наследство на великия ни борец и революционер, правейки съпоставка между него и Георг Хервег.
Умира на 23 септември 1956 година в София.